# Френсіс Фукуяма
Фре́нсіс Фукуя́ма (англ. Francis Fukuyama; 27 жовтня 1952, Чикаго) — американський філософ, політичний економіст і публіцист японського походження. Професор Стенфордського університету.

## Наукова і політична діяльність
Здобув ступінь бакалавра в Корнельському університеті (штат Нью-Йорк), ступінь доктора філософії — в Гарварді.
У 1979—1980, 1983—1989 і 1995—1996 роках працював у департаменті політології RAND Corporation.
У 1981—1982 роках і в 1989 році був членом Ради з планування політики Держдепартаменту США, спеціалізувався на питаннях Близького Сходу, потім — Європи.
У 1981—1982 роках входив до складу американської делегації на єгипетсько-ізраїльських переговорах з питань палестинської автономії.
У 1996—2000 роках обіймав посаду професора державної політики в Школі Державної Політики Університету Джорджа Месона (Вашингтон).
У 2001—2005 роках — член президентської ради США з біоетики (з питань клонування).
У 2005 році увійшов до Списку глобальних інтелектуалів світу.

## Френсіс Фукуяма й Україна
Френсіс Фукуяма доволі уважно стежить за подіями в Україні ще з часів Помаранчевої революції. У вересні 2013 року, за два місяці до Євромайдану, він був у Києві і під час однієї зі своїх лекцій з глибоким розчаруванням говорив про провал демократичних перетворень в Україні, наслідком яких стало президентство Віктора Януковича. «Українці один раз уже здивували світ своїм прагненням змін у 2004 році, а коли трапився провал, вони здивували світ ще раз у 2014 році. В цьому сенсі, це величезний потенціал, який тепер потрібно спрямувати на те, щоб змусити чиновників і політиків працювати як єдина політична система» (з інтерв'ю Мустафі Найєму). В серпні 2014 року, після Революції гідності, відзначив: «Насамперед, я був вражений тим, що громадянське суспільство в Україні не здалось після провалу Помаранчевої революції. Ви зберегли і посилили свою здатність до самоорганізації і створення тиску на владу. Люди в країні не втратили прагнення до кращої влади».
У серпні 2016 року відвідав Львів, де виступив із публічною лекцією.
2022 рік
У 2022 році Фукуяма чи не щотижня давав інтерв'ю про Україну. Він є науковим керівником програми Ukrainian Emerging Leadership у Стенфорді.
- 7 квітня, CNBC[7]
- 16 липня, Deutsche Welle. У Украины есть время, пока Путину не помог Трамп[8]
- 4 вересня, Francis Fukuyama told RFE/RL[9]
- 5 вересня, інтерв'ю «Україна є джерелом натхнення для всього вільного світу», для спецпроєкту НАЗК «Ukraine Now. Візія майбутнього»[10], запитання Вікторія Козаченко, ведучий заступник Голови НАЗК Олександр Стародубцев[11], який рік був учнем Фукуями[12] у Стенфордському університеті[13][6][14]. 21 вересня це інтерв'ю з'явилося в колонці Української правди[15].
- 7 вересня, Odesa Film Studio, про контрнаступ на півдні[16].

### 2023 рік
В травні 2023 року Френсіс став одним з амбасадорів нового напряму «Гуманітарне розмінування» проєкту United24.

## Книги
- The End of History and the Last Man, 1992 рік
- Trust: The Social Virtues and the Creation of Prosperity, 1995 р.
- The Great Disruption: Human Nature and the Reconstitution of Social Order, 1999 рік
- Our Posthuman Future: Consequences of the Biotechnology Revolution, 2002 рік
- State-Building: Governance and World Order in the 21st Century, 2004 рік
- America at the Crossroads: Democracy, Power, and the Neoconservative Legacy, 2006 рік
- After the Neo Cons: Where the Right went Wrong, 2006 рік
- The Origins of Political Order: From Prehuman Times to the French Revolution, 2011 рік
- Political Order and Political Decay: From the Industrial Revolution to the Globalization of Democracy, 2015 рік
- Identity: The Demand for Dignity and the Politics of Resentment, New York: Farrar, Straus and Giroux. 2018 рік

### Переклади українською
- Витоки політичного порядку. Від прадавніх часів до Французької революції. «Наш Формат», 2019.
- Політичний порядок і політичний занепад. Від промислової революції до глобалізації демократії. «Наш Формат», 2019.
- Ідентичність. Потреба в гідності й політика скривдженості. «Наш Формат», 2020.